# Taereung (métro de Séoul)
Taereung (en coréen : 태릉입구역) est une station de correspondance, de la ligne 6 et de la ligne 7 du métro de Séoul. Elle est située dans l'arrondissement de Nowon-gu, à Séoul en Corée du Sud.

## Services aux voyageurs

### Desserte

#### Ligne 6

Installations ligne 6
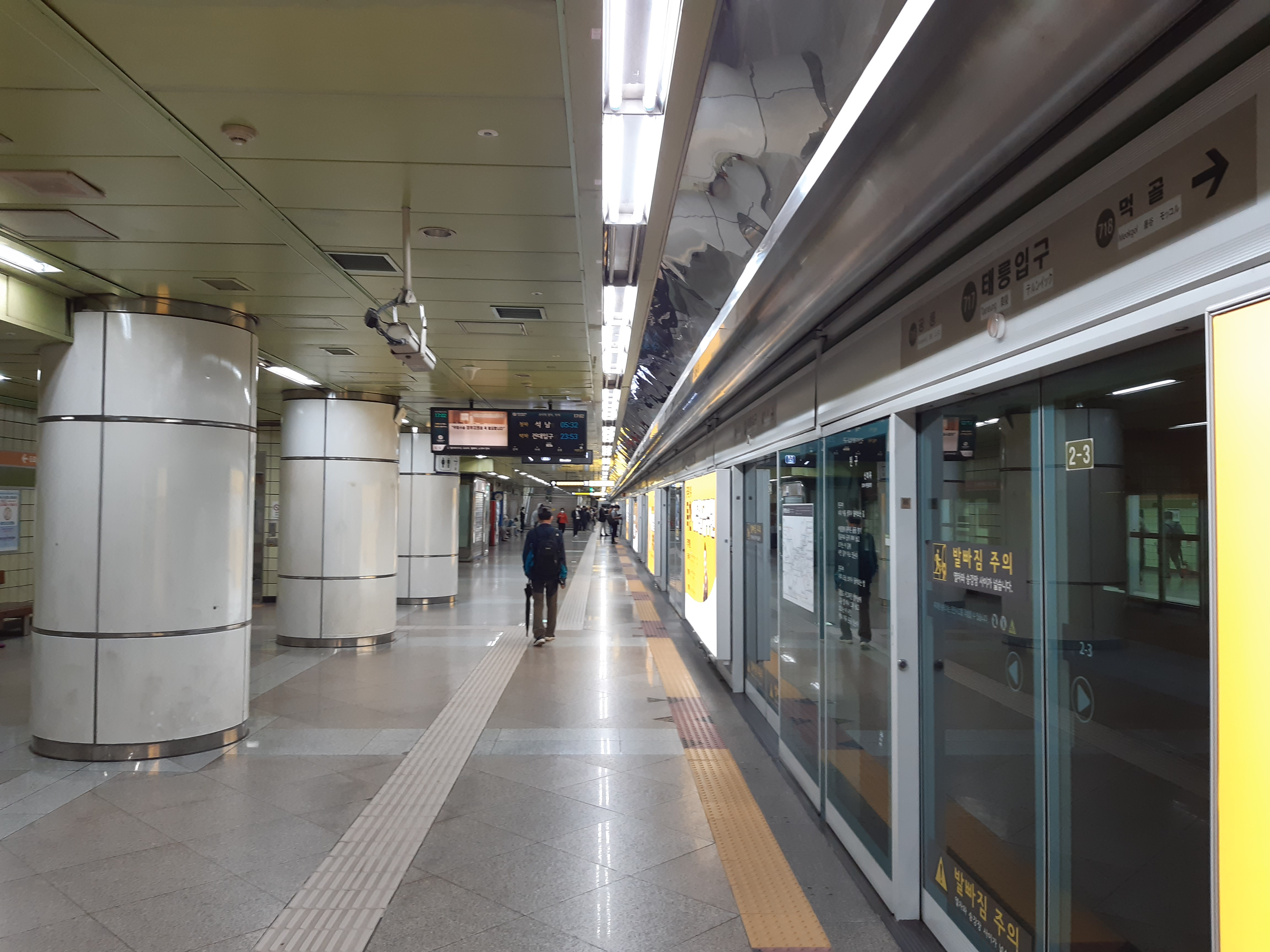
En 2021.
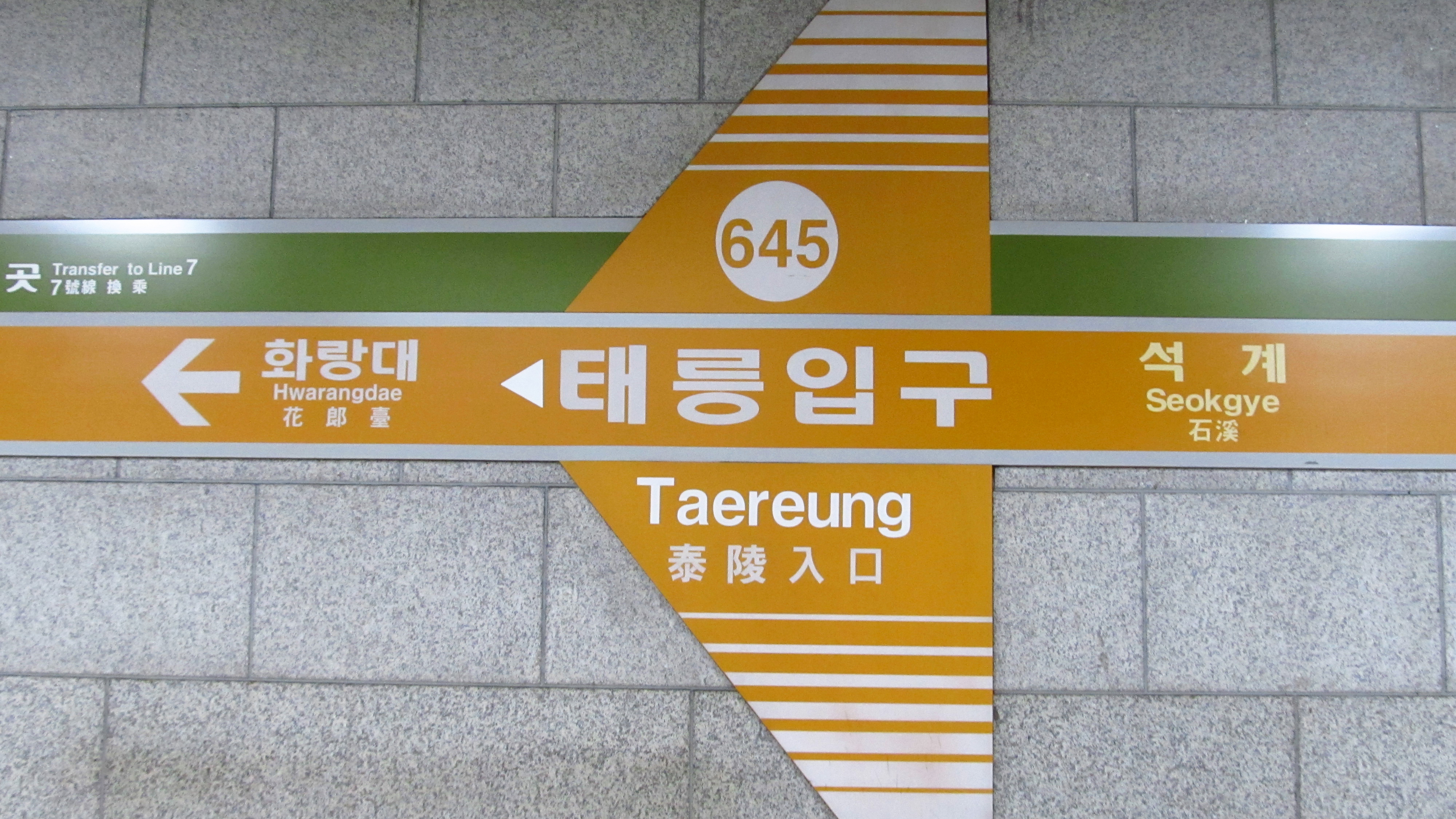
En 2018.
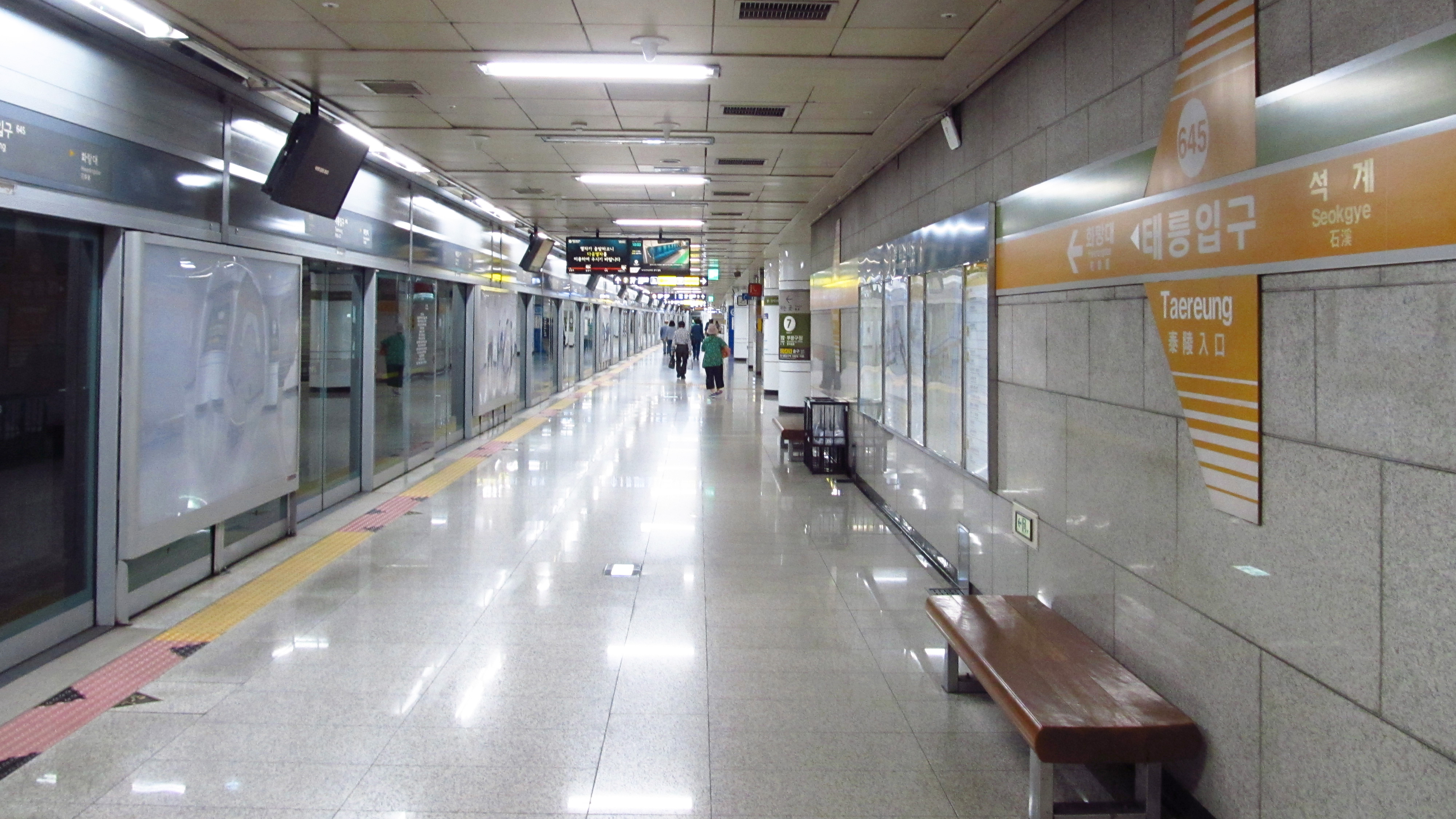
En 2018.

#### Ligne 7

Installations ligne 7
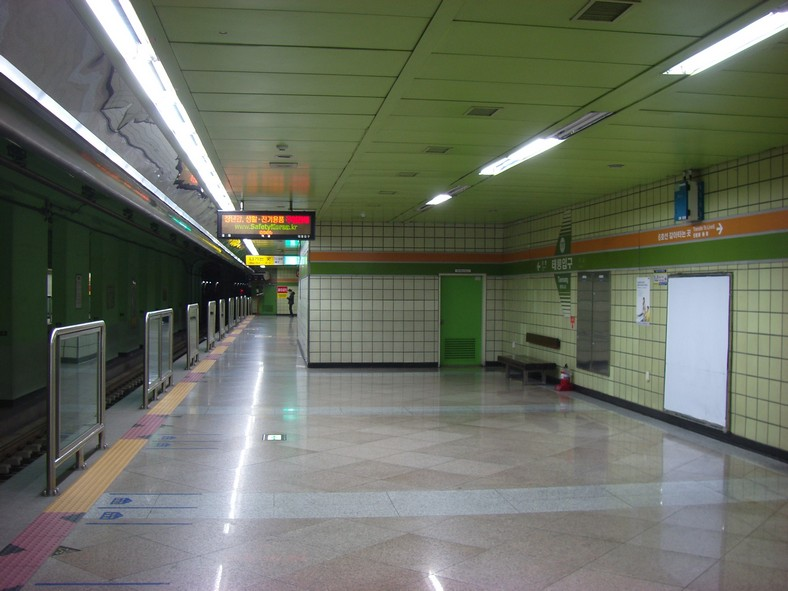
En 2007.
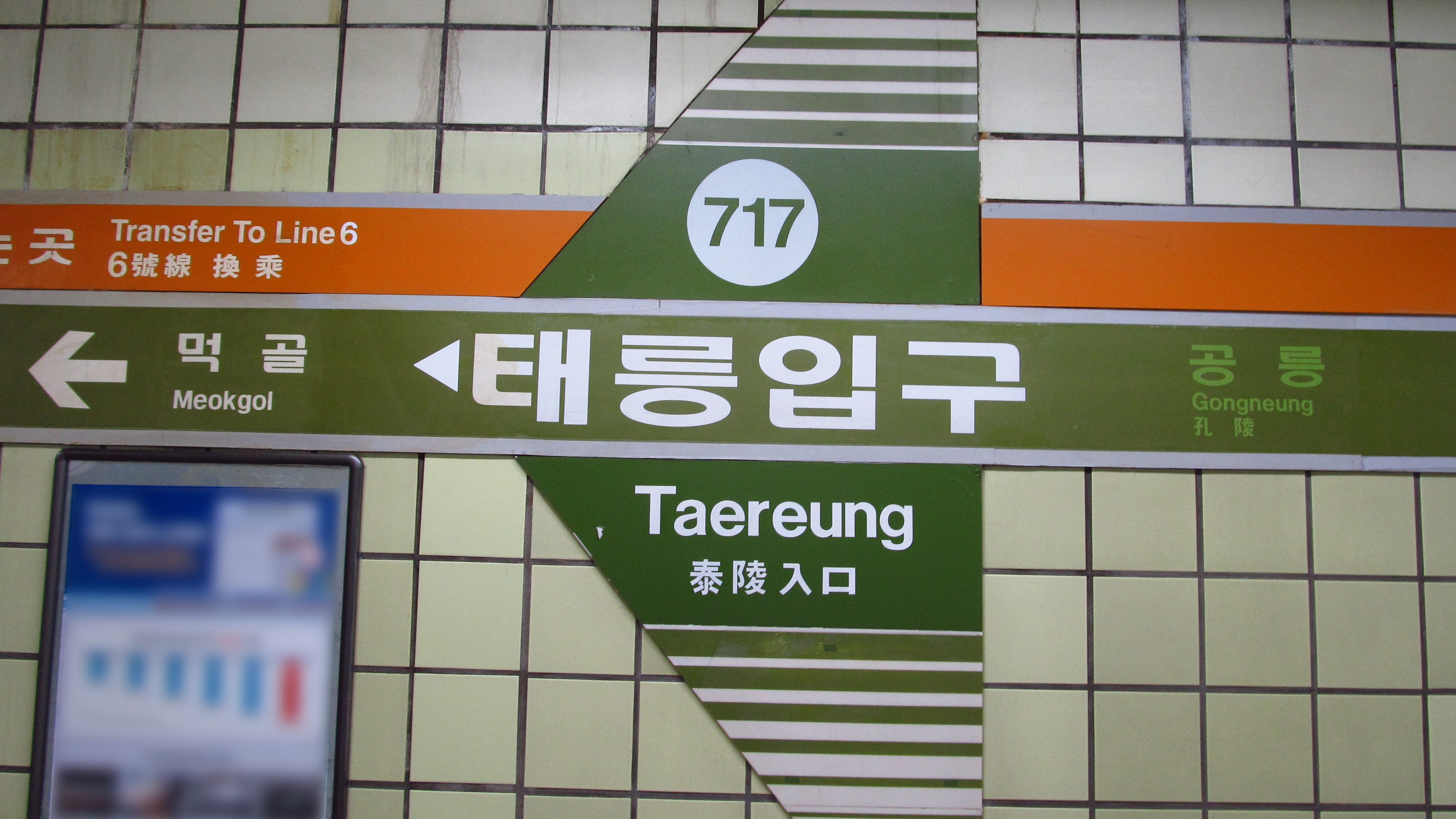
En 2018.
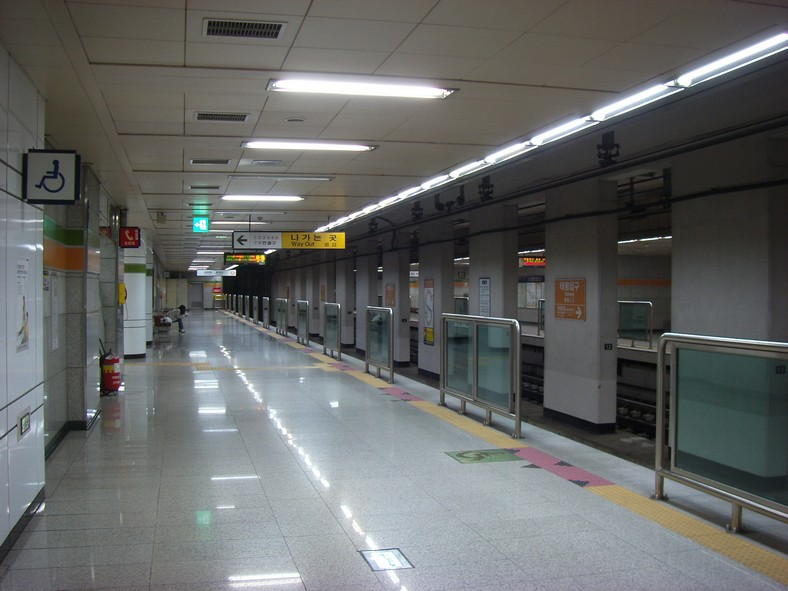
En 2007.